# 汉弗莱·劳埃德
汉弗莱·劳埃德，也译为汉弗莱·洛埃，（英語：Humphrey Lloyd，1800年4月16日—1881年1月17日），爱尔兰物理学家，1867–1881年间任都柏林三一学院院长。劳埃德著名的研究工作是在实验上证实了威廉·哈密顿在理论上预言的光通过双轴晶体时会出现的锥形折射。他构思并实现劳埃德镜实验，显示了光的干涉现象。劳埃德是皇家学会会士，曾担任 英国科学协会和爱尔兰皇家学术院主席。

## 早年生活
劳埃德生于1800年4月16日，是爱尔兰著名学者巴塞洛缪·劳埃德的长子，他的母亲埃莉诺·麦克劳林（Eleanor McLaughlin）是都柏林很有声望的一位市议员之女。劳埃德在一所私塾完成初等教育，1815年以入学考试第一名的成绩入读都柏林三一学院。1818年，劳埃德获得最高荣誉奖学金，1819年，劳埃德以第一名成绩获得学士学位，并获得科学金质奖章，他继续在本校求学，1827年获得硕士学位，1840年获得神学博士学位。1824年，劳埃德成为初级研究员，1843年成为高级研究员。

## 科学生涯
1831年，劳埃德接替他的父亲，任伊拉兹马斯·史密斯自然和实验哲学教授（Erasmus Smith's professor of natural and experimental philosophy）。1833年，在英国科学协会的会议上，他报告了自己关于双轴晶体内光的锥形折射实验，证实了哈密顿的理论预言。他还成功地建立了焰心的光的偏振的实验上定律。1834年和1837年，劳埃德发表了他的光的干涉实验，在他的实验装置中，从狭缝发出的光波，一部分掠射（即入射角接近90°）到平面镜上，经平面镜反射到达屏上，另一部分直接射到屏上，这两部分光在屏上发生干涉。这一装置被命名为劳埃德镜。
劳埃德的父亲监工建造的三一学院地磁台完工后，由劳埃德负责。地磁台仪器由劳埃德设计和监制。劳埃德还是英国科学协会游说政府建造观测站促进地磁场研究的委员会的成员。他负责撰写观测台的使用指南和培训观测台官员。

## 晚年
1846至1851年，劳埃德任爱尔兰皇家学术院主席，1862年获得该机构颁发的坎宁安奖章。1862年，劳埃德任三一学院副院长，1867年任正院长。1857年，劳埃德任英国科学协会主席，在都柏林就职演讲中，他概述了天文学、地磁场和其他科学领域的研究进展。
劳埃德是爱尔兰教会宗教会议的重要成员，并担任祷告书修订委员会委员。1881年1月17日，劳埃德在三一学院院长办公室去世。

## 荣誉
劳埃德是伦敦和爱丁堡皇家学会会士，是欧洲和美国多个学术团体荣誉会员。1855年，牛津大学授予他D.C.L.学位。1874年，德意志皇帝授予他功勋勋章。1892年，他的半身塑像树立在三一学院图书馆。

## 著作
1834年，应英国科学协会邀请，劳埃德做了《物理光学的进展与现状》（The Progress and Present State of Physical Optics）的报告。劳埃德的论文多发表在英国科学协会的报告和爱尔兰皇家学会的学报或论文集里。劳埃德其他著作有：
- A Treatise on Light and Vision, London, 1831.
- Two Introductory Lectures on Physical and Mechanical Science, London, 1834.
- Lectures on the Wave-theory of Light, two parts, Dublin, 1836 and 1841; republished, London, 1857, as Elementary Treatise on the Wave-theory of Light.
- Account of the Magnetic Observatory at Dublin, and of the Instruments and Methods of Observation employed there, London, 1842.
- An Account of the Method of Determining the Total Intensity of the Earth's Magnetic Force in Absolute Measure, London, 1848.
- The Elements of Optics, Dublin, 1849.
- Address delivered at the opening meeting of the British Association for the Advancement of Science, held at Dublin 26 Aug 1857, Dublin, 1857.
- Is it a Sin? An Inquiry into the Lawfulness of Complying with the Rule of the National Board relative to Religious Instruction, published anonymously, Dublin, 1860.
- The Climate of Ireland and the Currents of the Atlantic, a lecture, Dublin, 1865.
- Observations made at the Magnetical and Meteorological Observatory at Trinity College, Dublin, Dublin, 1865.
- The University of Dublin in its Relations to the several Religious Communities, anonymous, Dublin, 1868.
- The Doctrine of Absolutism, Dublin, 1871.
- Treatise on Magnetism, General and Terrestrial, London, 1874.
- Miscellaneous Papers connected with Physical Science, London, 1877.

## 家庭
1840年7月，劳埃德与一牧师之女结婚，没有子女。